# Maria Jeritza
Maria Jeritza (Brno, 6 d'octubre de 1887 - Orange, Nova Jersey, 10 de juliol de 1982), nascuda Maria Jedličková, va ser una cèlebre soprano morava, associada durant molt de temps amb l'Òpera Estatal de Viena (1912–1935) i el Metropolitan Opera (1921-1932). El seu sensacional ascens a la fama i espectacular bellesa i personalitat van fer que fóra coneguda amb el sobrenom de The Moravian Thunderbolt (El llampec morau).
L'any 1910 va debutar com l'Elsa de Lohengrin, de Wagner, a Olomouc. L'emperador Francesc Josep I d'Àustria la va sentir i immediatament va ordenar que se li oferira un contracte en la Hofoper imperial de Viena.
Va crear els rols d'Ariadna en Ariadne auf Naxos (1912), l'emperadriu en Die Frau ohne Schatten (1919), i Marie/Marietta a l'obra de Korngold Die tote Stadt (1920), paper amb el què va debutar en el Met el 19 de novembre de 1921.
El 16 de novembre de 1926, va protagonitzar el paper protagonista de Turandot al Met, on també va protagonitzar el paper titular de Jenůfa (1924), I gioielli della Madonna (1925) d'Ermanno Wolf-Ferrari, Violanta (1927) de Korngold, Die ägyptische Helena (1928) de Richard Strauss, i Boccaccio (1931) de Franz von Suppé, així com Donna Juanita (1932). La seua popularitat en el Met va ser, com a Viena, immensa, especialment com Tosca, Carmen i la Thaïs de Jules Massenet.
Jeritza està enterrada al Holy Cross Cemetery de North Arlington, Nova Jersey.